# Aglaia integrifolia
Espèce
Statut de conservation UICN

 VU D2 : Vulnérable
Aglaia integrifolia est une espèce de plantes de la famille des Meliaceae.

## Publication originale
- Kew Bulletin, Additional Series 16: 336. 1992.